# Sunday Too Far Away
Pour plus de détails, voir Fiche technique et Distribution.
Sunday Too Far Away est un film australien de Ken Hannam sorti en 1975. Il contribua à la renaissance du cinéma australien dans les années 1970.

## Synopsis
Le film est situé dans un ranch de moutons dans l'Outback en 1955 ; il montre la vie des tondeurs de moutons, leurs réactions à la suppression de leur prime et leur confrontation à une main d'œuvre non-syndiquée, jusqu'au déclenchement d'une longue grève - qu'ils gagneront. Jack Thompson joue le rôle de Foley, excellent tondeur et gros buveur, qui séduit la fille du propriétaire de la ferme. Mais il ne s'agit pas tant d'une histoire d'amour que d'une peinture de  la culture masculine australienne dans un métier particulièrement pénible, ainsi que d'une évocation de la grève historique des tondeurs en 1956. Le film a remporté trois récompenses AFI en 1975, et a été le premier film australien présenté au festival de Cannes.

## Fiche technique
- Titre original : Sunday Too Far Away
- Réalisation : Ken Hannam
- Scénario : John Dingwall
- Musique :
- Production :
- Genre : Drame
- Durée : 94 minutes
- Sortie : 1975

## Distribution
- Jack Thompson : Foley
- Max Cullen : Tim King